# Isotta Fraschini Asso Caccia
L'Isotta Fraschini Asso Caccia era un motore aeronautico 12 cilindri a V di 60° raffreddato ad aria, prodotto dall'azienda italiana Isotta Fraschini negli anni venti.

## Descrizione tecnica
Presentava una configurazione con cilindri realizzati in acciaio al carbonio, dotati di alettatura di raffreddamento, montati separati tra loro, ai quali era collegata una singola testa per cilindro. Sopra ad esse due carter in lega leggera, uno per gruppo di cilindri, avevano la funzione di collegare le teste dei cilindri ed i condotti di aspirazione oltre a quella di contenere, chiuse da un coperchio, le punterie e gli organi di distribuzione.
L'albero motore, realizzato in acciaio speciale, era sostenuto da una serie di 8 cuscinetti, con l'inserimento in posizione posteriore tra gli ultimi due di un doppio cuscinetto a sfere portante e di spinta, il quale aveva il compito di sostenere lo sforzo dell'elica sia fosse essa montata in configurazione traente che spingente.
Per facilitare la dispersione del calore dai gruppi termici all'interno della V erano posizionati dei deflettori che parzializzavano il flusso d'aria entrante direzionandolo sulle alettature dei singoli cilindri in modo più uniforme.

## Velivoli utilizzatori
Italia
- Fiat C.R.1 (alcuni esemplari modificati)
- FIAT C.R.20 Asso